# Хайдук (Спліт)
«Ха́йдук» зрідка «Гайду́к» (хорв. Hrvatski nogometni klub Hajduk Split) — професіональний хорватський футбольний клуб з міста Спліта. Другий за титулованістю клуб Хорватії (після загребського «Динамо»).

## Історія

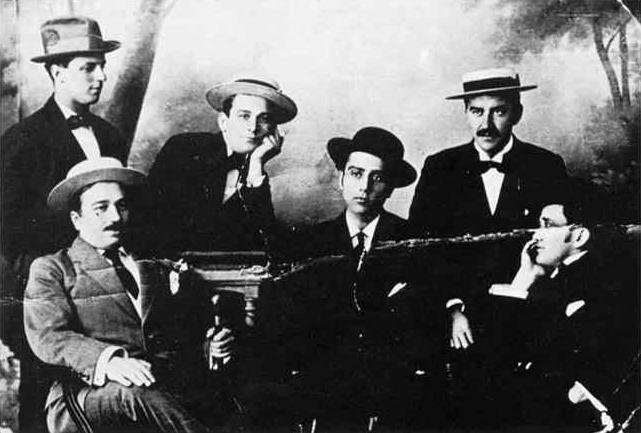
Засновники клубу в ресторані У Флеку в Празі.

Заснований 13 лютого 1911 року групою студентів зі Спліта, які навчалися у Празі (обидва міста на той час належали до Австро-Угорщини).
Клуб був одним з найтитулованіших за часів Югославії. У Хорватії теж має статус гранда.

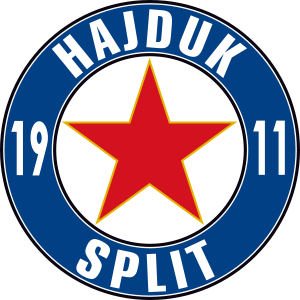
Логотип команди у 1960—1990-ті роки

Команда виступає на збудованому 1979 року стадіоні Полюд, що вміщує 33 987 глядачів.

## Поточний склад
Станом на 28 квітня 2021
| №  | Поз. | Нац.                 | Гравець                 |
| -- | ---- | -------------------- | ----------------------- |
| 3  | ЗХ   | Хорватія             | Домінік Прпич           |
| 5  | ЗХ   | Кот-д'Івуар          | Ісмаель Діалло          |
| 6  | ПЗ   | Хорватія             | Міхаель Жапер           |
| 7  | ПЗ   | Австралія            | Ентоні Калік            |
| 8  | ПЗ   | Канада               | Ніко Сігур              |
| 9  | НП   | Північна Македонія   | Александар Трайковський |
| 10 | НП   | Хорватія             | Марко Лівая             |
| 11 | ПЗ   | Хорватія             | Іван Ракитич            |
| 13 | ВР   | Австрія              | Іван Лучич              |
| 16 | ПЗ   | Боснія і Герцеговина | Маджид Шошич            |
| 17 | ПЗ   | Хорватія             | Даріо Мельняк           |
| 18 | ЗХ   | Марокко              | Фахд Муфі               |
| 19 | ЗХ   | Хорватія             | Йосип Елез              |
| 20 | ПЗ   | Північна Македонія   | Яні Атанасов            |
| 21 | НП   | Бразилія             | Жайро                   |

| №  | Поз. | Нац.                 | Гравець                                      |
| -- | ---- | -------------------- | -------------------------------------------- |
| 22 | ЗХ   | Хорватія             | Бранимир Млачич                              |
| 24 | ПЗ   | Хорватія             | Станко Юрич                                  |
| 27 | НП   | Хорватія             | Стіпе Біук                                   |
| 28 | ПЗ   | Хорватія             | Роко Брайкович                               |
| 30 | ВР   | Хорватія             | Карло Сентич                                 |
| 31 | ЗХ   | Хорватія             | Звонимир Шарлія                              |
| 32 | ЗХ   | Хорватія             | Шимун Хргович                                |
| 35 | ЗХ   | Хорватія             | Давід Чоліна                                 |
| 37 | ПЗ   | Хорватія             | Ноа Скоко                                    |
| 44 | ЗХ   | Хорватія             | Маріо Вушкович                               |
| 55 | ЗХ   | Боснія і Герцеговина | Дарко Тодорович (в оренді з «Зальцбурга»)    |
| 70 | ВР   | Хорватія             | Йосип Посавец                                |
| 90 | НП   | Хорватія             | Марин Любичич                                |
| 91 | ВР   | Хорватія             | Ловре Калинич (к) (в оренді з «Астон Вілла») |
| 99 | ПЗ   | Хорватія             | Тоніо Теклич                                 |

## Титули та досягнення
Чемпіонат Югославії:
- Чемпіон (9): 1927, 1929, 1950, 1952, 1955, 1971, 1974, 1975, 1979
- Віцечемпіон (11): 1924, 1928, 1932, 1933, 1937, 1948, 1953, 1976, 1981, 1983, 1985

Кубок Югославії:
- Володар (9): 1967, 1972, 1973, 1974, 1976, 1977, 1984, 1987, 1991
- Фіналіст (5): 1953, 1955, 1963, 1969, 1990

Чемпіонат Хорватії:
- Чемпіон (6): 1992, 1993-94, 1994-95, 2000-01, 2003-04, 2004-05
- Віцечемпіон (14): 1993, 1996, 1997, 1998, 2000, 2002, 2003, 2007, 2009, 2010, 2011, 2012, 2022, 2023

Кубок Хорватії:
- Володар (8): 1993, 1995, 2000, 2003, 2010, 2013, 2022, 2023
- Фіналіст (5): 2001, 2005, 2008, 2009, 2018

Суперкубок Хорватії:
- Володар (5): 1992, 1993, 1994, 2004, 2005

## Єврокубкові досягнення
Кубок європейських чемпіонів/Ліга чемпіонів:
- Чвертьфіналіст (3): 1975/76, 1979/80, 1994/95.

Кубок УЄФА:
- Півфіналіст (1): 1983/84

Кубок володарів кубків:
- Півфіналіст (1): 1972/73

## Участь у єврокубках
| Турнір                | М   | В   | Н  | П  | ГЗ  | ГП  |
| --------------------- | --- | --- | -- | -- | --- | --- |
| Ліга чемпіонів УЄФА   | 40  | 18  | 10 | 12 | 58  | 47  |
| Ліга Європи УЄФА      | 132 | 59  | 26 | 47 | 203 | 145 |
| Ліга конференцій УЄФА | 20  | 6   | 4  | 10 | 21  | 30  |
| Кубок кубків УЄФА     | 30  | 10  | 3  | 17 | 31  | 46  |
| Кубок ярмарків        | 4   | 2   | 0  | 2  | 5   | 4   |
| Кубок Інтертото       | 6   | 3   | 0  | 3  | 7   | 8   |
| Кубок Мітропи         | 12  | 5   | 3  | 4  | 17  | 27  |
| Всього                | 244 | 103 | 46 | 85 | 341 | 299 |

Останнє оновлення: 14 серпня 2025
Джерело: UEFA.com [Архівовано 6 серпня 2017 у Wayback Machine.]